# Juan Musso
Juan Agustín Musso (sinh ngày 6 tháng 5 năm 1994) là một cầu thủ bóng đá chuyên nghiệp người Argentina hiện đang chơi ở vị trí thủ môn cho câu lạc bộ Atlético Madrid theo dạng cho mượn từ Atalanta và Đội tuyển bóng đá quốc gia Argentina.

### Quốc tế
Tính đến ngày 9 tháng 9 năm 2021
| Đội tuyển quốc gia | Năm       | Trận | Bàn |
| ------------------ | --------- | ---- | --- |
| Argentina          | 2019      | 1    | 0   |
| Argentina          | 2021      | 1    | 0   |
| Tổng cộng          | Tổng cộng | 2    | 0   |

## Danh hiệu
Racing Club
- Argentine Primera División: 2014 Transición

Atalanta
- UEFA Europa League: 2023–24[2]

Argentina
- Copa América: 2021[3]
- Superclásico de las Américas: 2019[4][5]